# Cal·listees
Les Cal·listees (en grec antic: Καλλιστεῖα, derivat de καλός 'bell') eren uns festivals de bellesa que se celebraven a diversos indrets de l'antiga Grècia.
Ateneu de Nàucratis descriu diversos concursos d'aquest gènere. Així, a l'illa de Lesbos, se celebrava entre les dones al santuari d'Hera, i la més bella rebia un premi per la seva bellesa. Un concurs de bellesa similar, instituït per Cípsel de Corint, es feia a Parràsia, a Arcàdia, en honor de Demèter. Encara un tercer concurs similar se celebrava a Elis en honor d'Atena, però entre els homes; el guanyador rebia corona de murta.